# ミュージカル・テニスの王子様
ミュージカル『テニスの王子様』（ミュージカル・テニスのおうじさま）は、週刊少年ジャンプ（集英社刊）にて連載された許斐剛による少年漫画『テニスの王子様』を舞台化したミュージカル （通称・テニミュ） 。
本作の成功を受け、集英社では週刊少年ジャンプの連載作品を次々にミュージカル化し、他社も追従したことから、現在では2.5次元ミュージカルの草分け的存在とされる。
城田優や古川雄大など後の人気俳優がデビューしたことから、若手の登竜門にもなっている。

## 概要
テニスの王子様以前にも漫画原作のミュージカルは存在したが、「男性のみのキャスト陣」「少年漫画の舞台化」「スポーツ物」との条件が揃った作品は過去類を見ず、2003年の初演当初は製作者側も手探り状態で作り上げた。製作者・出演者を含めてテニスのルールを知っていたのは、テニス経験者の土屋裕一（初代大石役）のみで、公演で使用したラケットは土屋の私物であった。また出演者へのテニス指導も行っていた。
脚本を担当した三ツ矢雄二は、オファーを貰って原作を読んだところ、男ばかりが登場しテニスだけをしているという展開から「え？　これを脚本にするの？」と思ったという。
舞台の演出手法も漫画の演出を再現するため様々な手法が考案された。初演の演出を担当した上島雪夫は、テニスの動作をダンスに落とし込む、ラリーを光と音で表現するなどの表現を考案し、後の演出の軸となった。また原作と同じく「試合シーンがメイン、日常生活などは回想」という構成になっており、観客は漫画のキャラクターが舞台に現れ、テニスの試合をしているように感じられるように配慮されている。
ネルケプランニングでは若者世代が気軽に劇場に訪れる仕掛けとして企画をスタートさせたが、「漫画作品の舞台化」は馴染みが薄く、原作・アニメファンの認知度や関心も高くは無かった。三ツ矢によれば初演の座席は7割は埋まったものの、品定めに来たとおぼしき原作ファンの女性が静かに客席に着いているなど異様な雰囲気だったという。しかし1曲目が終わると拍手が鳴り始め、1幕終了後には客がロビーに出て携帯電話で感想を送っていたようだったという。このような口コミなどにより徐々に客足は増加、千秋楽では立ち見客が出るまでとなり、追加公演や原作を追う形でのシリーズ公演を重ねる人気ミュージカルとなった。
オーディションでは演技経験よりも「キャラクターとしての『種』を持っているか」を基準としている。ネルケプランニング社長の野上祥子は、「俳優には他の仕事もあり縛り付けてはいけない」という理由で出演者を一定期間で交代させる「卒業」というシステムを導入したが、これによりロングランでも俳優が定期的に入れ替わる新陳代謝が生まれ、「次に誰が演じるのか」という面でファンの関心を引きつけることにもなった。
アニメ版と同様、特に若い女性の熱狂的な支持を受け、2014年にシリーズ累計観客動員数170万人を突破。4thシーズンの公演が始まった2021年には300万人を突破した。2007年にニコニコ動画で、劇中歌「あいつこそがテニスの王子様」を違法アップロードした「空耳動画」が人気を博したことも、知名度上昇に大きく寄与したという。
2003年に始まった1stシーズンは、2010年に全国大会決勝の「The Final Match 立海 Second feat. The Rivals」、「Dream Live 7th」の公演をもって完結した。2011年から「ミュージカル・テニスの王子様2ndシーズン」と称し再び最初から開始し、2014年の「全国大会 青学VS立海」、「Dream Live 2014」をもって完結した。2015年より「ミュージカル・テニスの王子様3rdシーズン」が同様に最初から開始、2019年の「全国大会 青学VS立海 後編」をもって完結した。2021年より「ミュージカル・テニスの王子様4thシーズン」が同様に最初から開始された。また、2020年からは原作の続編である『新テニスの王子様』を舞台化した「ミュージカル・新テニスの王子様」が開幕し、平行して上演されている。
以下は1stシーズンとして分類された内容について記載するので、以降のシーズンは各ページを参照のこと。

## 公演リスト
ミュージカル『テニスの王子様』
2003年4月30日 - 5月5日 - 東京芸術劇場
ミュージカル『テニスの王子様』2003年夏追加公演
2003年8月7日 - 15日 日本青年館大ホール 他
ミュージカル『テニスの王子様』Remarkable 1st Match 不動峰
2003年12月30日 - 2004年1月5日 ゆうぽうと簡易保険ホール 他
ミュージカル『テニスの王子様』コンサート Dream Live 1st
2004年6月13日 東京体育館
ミュージカル『テニスの王子様』More than Limit 聖ルドルフ学院
2004年7月29日 - 8月15日 東京芸術劇場 他
ミュージカル『テニスの王子様』in winter 2004-2005 side 不動峰 〜special match〜
2004年12月29日 - 2005年1月2日 東京芸術劇場
ミュージカル『テニスの王子様』in winter 2004-2005 side 山吹 feat. 聖ルドルフ学院
2005年1月8日 - 23日 東京メルパルクホール 他
ミュージカル『テニスの王子様』コンサート Dream Live 2nd
2005年5月4日 東京ベイNKホール
ミュージカル『テニスの王子様』The Imperial Match 氷帝学園
2005年8月8日 - 20日 日本青年館 他
ミュージカル『テニスの王子様』The Imperial Match 氷帝学園 in winter 2005-2006
2005年12月19日 - 2006年1月2日 日本青年館 他
ミュージカル『テニスの王子様』コンサート Dream Live 3rd
2006年3月28日 - 29日 Zepp Tokyo
ミュージカル『テニスの王子様』Advancement Match 六角 feat. 氷帝学園
2006年8月3日 - 27日 日本青年館 他
ミュージカル『テニスの王子様』Absolute King 立海 feat.六角 〜 First Service
2006年12月13日 - 2007年1月27日 日本青年館 他
ミュージカル『テニスの王子様』コンサート Dream Live 4th
2007年3月30日 - 31日 パシフィコ横浜
ミュージカル『テニスの王子様』コンサート Dream Live 4th Extra
2007年5月17日 - 20日 梅田芸術劇場
ミュージカル『テニスの王子様』Absolute king 立海 feat. 六角 〜 Second Service
2007年8月2日 - 9月9日 日本青年館 他
ミュージカル『テニスの王子様』Progressive Match 比嘉 feat. 立海
2007年12月12日 - 2008年2月11日 日本青年館 他
ミュージカル『テニスの王子様』コンサート Dream Live 5th
2008年5月17日 - 18日・24日 - 25日 横浜アリーナ 他
ミュージカル『テニスの王子様』The Imperial Presence 氷帝 feat. 比嘉
2008年7月29日 - 11月3日 日本青年館 他
ミュージカル『テニスの王子様』The Treasure Match 四天宝寺 feat. 氷帝
2008年12月13日 - 2009年3月31日 日本青年館 他
ミュージカル『テニスの王子様』コンサート Dream Live 6th
2009年5月2日 - 3日・9日 - 10日 東京体育館 他
ミュージカル『テニスの王子様』The Final Match 立海 First feat. 四天宝寺
2009年7月30日 - 10月4日 日本青年館 他
ミュージカル『テニスの王子様』The Final Match 立海 Second feat. The Rivals
2009年12月17日 - 2010年3月14日 日本青年館 他
ミュージカル『テニスの王子様』コンサート Dream Live 7th
2010年5月7日 - 9日・20日 - 23日 横浜アリーナ 他

## キャスト

### 青春学園キャスト

#### 青学初代キャスト
出演期間：初演 - 不動峰再演, Dream Live 7
- 越前リョーマ - 柳浩太郎 / Kimeru[注釈 1] / 遠藤雄弥
- 手塚国光 - 滝川英治 / 大口兼悟
- 大石秀一郎 - 土屋裕一
- 不二周助 - Kimeru / 永山たかし[注釈 1]
- 菊丸英二 - 一太郎 / 永山たかし
- 乾貞治 - 青山草太
- 河村隆 - 阿部よしつぐ / 森本亮治 / 北村栄基
- 桃城武 - 森山栄治
- 海堂薫 - 郷本直也
- 堀尾聡史 - 石橋裕輔
- 加藤勝郎 - 豊永利行
- 水野カツオ - 堀田勝

#### 青学2代目キャスト
出演期間：山吹 - Dream Live 3
- 越前リョーマ - 柳浩太郎 / 遠藤雄弥
- 手塚国光 - 城田優
- 大石秀一郎 - 鈴木裕樹
- 不二周助 - 相葉弘樹
- 菊丸英二 - 足立理
- 乾貞治 - 荒木宏文
- 河村隆 - 小谷嘉一
- 桃城武 - 加治将樹
- 海堂薫 - 鯨井康介
- 堀尾聡史 - 石橋裕輔
- 加藤勝郎 - 豊永利行
- 水野カツオ - 堀田勝

#### 青学3代目キャスト
出演期間：六角 - 関東立海2nd
- 越前リョーマ - 桜田通
- 手塚国光 - 南圭介
- 大石秀一郎 - 滝口幸広
- 不二周助 - 相葉弘樹
- 菊丸英二 - 瀬戸康史
- 乾貞治 - 中山麻生
- 河村隆 - 渡部コウジ
- 桃城武 - 高木心平
- 海堂薫 - 柳下大 / 鯨井康介
- 堀尾聡史 - 原将明
- 加藤勝郎 - 川本稜 / 毛利友哉
- 水野カツオ - 江口紘一 / 岡本雄輝

#### 青学4代目キャスト
出演期間：比嘉 - Dream Live 6
- 越前リョーマ - 阪本奨悟
- 手塚国光 - 渡辺大輔
- 大石秀一郎 - 豊田裕也
- 不二周助 - 古川雄大
- 菊丸英二 - 浜尾京介
- 乾貞治 - 高橋優太
- 河村隆 - コン・テユ / 小笠原大晃
- 桃城武 - 牧田哲也
- 海堂薫 - 平田裕一郎 / 柳下大
- 堀尾聡史 - 山田諒 / 原将明
- 加藤勝郎 - 伊藤翼 / 川本稜
- 水野カツオ - 江口紘一

#### 青学5代目キャスト
出演期間：全国氷帝 - Dream Live 7
- 越前リョーマ - 高橋龍輝
- 手塚国光 - 馬場良馬
- 大石秀一郎 - 辻本祐樹
- 不二周助 - 橋本汰斗 / 相葉弘樹 / 古川雄大
- 菊丸英二 - 高崎翔太
- 乾貞治 - 新井裕介
- 河村隆 - 張乙紘
- 桃城武 - 延山信弘
- 海堂薫 - 林明寛
- 堀尾聡史 - 丸山隼
- 加藤勝郎 - 平井浩基
- 水野カツオ - 渡邊将史 / 高橋里央

### 他校キャスト

#### 不動峰
- 橘桔平 - 菅原卓磨 / YOH / 北代高士
- 伊武深司 - 小西大樹 / 太田基裕
- 神尾アキラ - 松井靖幸 / 藤原祐規
- 石田鉄 - 宮野真守[注釈 2]
- 桜井雅也 - 髙木俊[注釈 2]

#### 聖ルドルフ
- 観月はじめ - 塩澤英真
- 不二裕太 - KENN
- 赤澤吉朗 - 青木堅治
- 柳沢慎也 - 篠田光亮
- 木更津淳 - 加藤良輔
- 金田一郎 - 松岡佑季

#### 山吹
- 亜久津仁 - 寿里 / 清水良太郎
- 千石清純 - 和田正人
- 壇太一 - 川久保雄基
- 南健太郎 - 矢崎広
- 東方雅美 - 林伊織
- 室町十次 - 柳澤貴彦

#### 氷帝
- 跡部景吾 - 加藤和樹 / 久保田悠来 / 井上正大
- 忍足侑士 - 斎藤工 / 秋山真太郎
- 向日岳人 - 青柳塁斗 / 福山聖二
- 宍戸亮 - 鎌苅健太 / 村井良大
- 芥川慈郎 - Takuya / 内藤大希
- 樺地崇弘 - 鷲見亮 / 川田穣二
- 鳳長太郎 - 伊達晃二 / 瀬戸祐介 / 李湧恩
- 日吉若 - 河合龍之介 / 細貝圭

#### 六角
- 葵剣太郎 - 川原一馬
- 佐伯虎次郎 - 伊礼彼方
- 樹希彦 - 池上翔馬
- 天根ヒカル - 汐崎アイル
- 黒羽春風 - 進藤学
- 木更津亮 - 加藤良輔

#### 立海
- 真田弦一郎 - 兼崎健太郎
- 幸村精市 - 八神蓮 / 増田俊樹
- 柳蓮二 - 小野健斗 / 山沖勇輝
- 柳生比呂士 - 馬場徹 / 小野田龍之介
- 仁王雅治 - 中河内雅貴 / 和田泰右
- ジャッカル桑原 - 夕輝壽太 / 戸田慎吾
- 丸井ブン太 - 桐山漣 / 紅葉美緒
- 切原赤也 - 大河元気 / 西村ミツアキ

#### 比嘉
- 木手永四郎 - Luke.C
- 平古場凛 - 齋藤ヤスカ
- 甲斐裕次郎 - 篠谷聖[注釈 3] / 今井恒允[注釈 4]
- 知念寛 - 林野健志
- 田仁志慧 - 松崎裕

#### 四天宝寺
- 白石蔵ノ介 - 春川恭亮 / 佐々木喜英
- 千歳千里 - 磯貝龍虎 / 大山真志
- 金色小春 - 西山丈也 / 飯泉学
- 一氏ユウジ - 平野良 / 植野堀まこと
- 忍足謙也 - 植原卓也 / 水田航生
- 石田 銀 - 広瀬友祐 / 米山雄太
- 財前 光 - 佐藤永典 / 川隅美慎
- 遠山金太郎 - 木戸邑弥 / 河原田巧也

### その他
- 越前南次郎 - 上島雪夫 / 本山新之助
- 榊太郎 - 上島雪夫
- 荒井将史 - 森川次朗
- 池田雅也 - 構井晃道
- 林大介 - 長内正樹
- 佐々部 - かつお / 松村武司

## 主なスタッフ
- 主催 - マーベラスエンターテイメント、ネルケプランニング
- 製作 - ネルケプランニング
- 脚本 - 三ツ矢雄二（Absolute king 立海 feat. 六角 〜 Second Serviceまで） / 三井秀樹（Progressive Match 比嘉 feat. 立海より）
- 楽曲作詞 - 三ツ矢雄二
- 演出 - 上島雪夫
- 作曲 - 佐橋俊彦
- 編曲 - 佐橋俊彦 / 大石憲一郎 / 滝千奈美
- 振付 - 上島雪夫 / 本山新之助
- 沖縄ことば - 新垣樽助 / 末吉司弥

## ディスコグラフィ

### 公演DVD
| タイトル                                                                                                | 発売日         | 規格品番   | 備考 |
| --- | -------------- | ---------- | ---- |
| ミュージカル『テニスの王子様』                                                                          | 2003年9月20日  | MJBD-70147 |      |
| ミュージカル『テニスの王子様』 Remarkable 1st Match 不動峰                                              | 2004年3月20日  | MJBD-70185 |      |
| ミュージカル『テニスの王子様』 More than Limit 聖ルドルフ学院                                           | 2004年11月20日 | MJBD-70228 |      |
| ミュージカル『テニスの王子様』 in winter 2004-2005 side 不動峰～special match～ + 卒業記念DVD ／ Disc 2 | 2005年3月20日  | MJBD-70255 |      |
| ミュージカル『テニスの王子様』 in winter 2004-2005 side 山吹 feat. 聖ルドルフ学院                       | 2005年4月20日  | MJBD-70256 |      |
| ミュージカル『テニスの王子様』 The Imperial Match 氷帝学園                                              | 2005年11月20日 | MJBD-70499 |      |
| ミュージカル『テニスの王子様』 The Imperial Match 氷帝学園 in winter 2005-2006                          | 2006年3月20日  | MJBD-70500 |      |
| ミュージカル『テニスの王子様』 Advancement Match 六角 feat. 氷帝学園                                    | 2006年11月20日 | MJBD-70477 |      |
| ミュージカル『テニスの王子様』 Absolute King 立海 feat. 六角 ～ First Service                           | 2007年03月30日 | MJBD-70547 |      |
| ミュージカル『テニスの王子様』 Absolute King 立海 feat. 六角 ～ Second Service                          | 2007年11月25日 | MJBD-70634 |      |
| ミュージカル『テニスの王子様』 The Progressive Match 比嘉 feat. 立海                                    | 2008年5月3日   | MJBD-70660 | 廃盤 |
| ミュージカル『テニスの王子様』 The Imperial Presence 氷帝 feat. 比嘉 Ver.青学4代目 VS 氷帝A             | 2008年11月22日 | MJBD-70743 | 廃盤 |
| ミュージカル『テニスの王子様』 The Imperial Presence 氷帝 feat. 比嘉 Ver.東京凱旋公演                   | 2009年2月21日  | MJBD-70744 | 廃盤 |
| ミュージカル『テニスの王子様』 The Treasure Match 四天宝寺 feat. 氷帝 Ver.青学4代目VS四天宝寺A          | 2009年4月11日  | MJBD-70785 |      |
| ミュージカル『テニスの王子様』 The Imperial Presence 氷帝 feat. 比嘉 Ver.青学5代目VS氷帝B               | 2009年5月9日   | MJBD-70772 | 廃盤 |
| ミュージカル『テニスの王子様』 The Treasure Match 四天宝寺 feat. 氷帝 Ver.青学5代目VS四天宝寺B          | 2009年6月27日  | MJBD-70786 |      |
| ミュージカル『テニスの王子様』 The Final Match 立海 First feat. 四天宝寺 FINAL BOX I                    | 2009年12月17日 | MJBD-70858 |      |
| ミュージカル『テニスの王子様』 The Final Match 立海 Second feat. The Rivals FINAL BOX Ⅱ                 | 2010年5月20日  | MJBD-70896 |      |

### コンサートDVD
| タイトル                                                | 発売日        | 規格品番   | 備考 |
| ------------------------------------------------------- | ------------- | ---------- | ---- |
| ミュージカル『テニスの王子様』コンサート Dream Live 1st | 2004年9月1日  | MJBD-70195 |      |
| ミュージカル『テニスの王子様』コンサート Dream Live 2nd | 2005年9月20日 | MJBD-70274 |      |
| ミュージカル『テニスの王子様』コンサート Dream Live 3rd | 2006年6月20日 | MJBD-70501 |      |
| ミュージカル『テニスの王子様』コンサート Dream Live 4th | 2007年7月27日 | MJBD-70556 |      |
| ミュージカル『テニスの王子様』コンサート Dream Live 5th | 2008年8月10日 | MJBD-70704 | 廃盤 |
| ミュージカル『テニスの王子様』コンサート Dream Live 6th | 2009年7月30日 | MJBD-70821 |      |
| ミュージカル『テニスの王子様』コンサート Dream Live 7th | 2010年9月9日  | MJBD-70962 |      |

### ブルーレイディスク
| タイトル                                                        | 発売日        | 規格品番   | 備考 |
| --------------------------------------------------------------- | ------------- | ---------- | ---- |
| ミュージカル『テニスの王子様』コンサート Dream Live 5th Blu-ray | 2009年3月27日 | MJBD-40002 | 廃盤 |

### Supporter's DVD
| タイトル                                                                               | 発売日         | 規格品番   | 備考 |
| -------------------------------------------------------------------------------------- | -------------- | ---------- | ---- |
| ミュージカル『テニスの王子様』 Supporter's DVD VOLUME1 第二代青春学園編                | 2006年8月20日  | MJBD-70419 |      |
| ミュージカル『テニスの王子様』 Supporter's DVD VOLUME2 山吹編                          | 2006年10月30日 | MJBD-70420 |      |
| ミュージカル『テニスの王子様』 Supporter's DVD VOLUME3 氷帝学園編                      | 2006年12月16日 | MJBD-70421 |      |
| ミュージカル『テニスの王子様』 Supporter's DVD VOLUME4 不動峰＆聖ルドルフ学院編        | 2007年02月20日 | MJBD-70422 |      |
| ミュージカル『テニスの王子様』 Supporter's DVD VOLUME5 初代青春学園編                  | 2007年4月28日  | MJBD-70423 |      |
| ミュージカル『テニスの王子様』 Supporter's DVD VOLUME6 第三代青春学園編 初回生産限定版 | 2007年12月22日 | MJBD-70642 |      |
| ミュージカル『テニスの王子様』 Supporter's DVD VOLUME6 第三代青春学園編 通常版         | 2007年12月22日 | MJBD-70643 |      |
| ミュージカル『テニスの王子様』 Supporter's DVD VOLUME7 六角編                          | 2008年04月05日 | MJBD-70659 |      |
| ミュージカル『テニスの王子様』 Supporter's DVD VOLUME8 立海大附属編                    | 2008年09月20日 | MJBD-70709 |      |
| ミュージカル『テニスの王子様』 Supporter's DVD VOLUME9 比嘉編                          | 2009年3月7日   | MJBD-70769 | 廃盤 |
| ミュージカル『テニスの王子様』 Supporter's DVD VOLUME10 第四代青春学園編 【上巻】      | 2009年10月29日 | MJBD-70856 |      |
| ミュージカル『テニスの王子様』 Supporter's DVD VOLUME10 第四代青春学園編 【下巻】      | 2009年10月29日 | MJBD-70857 |      |
| ミュージカル『テニスの王子様』 Supporter's DVD VOLUME11 氷帝学園 全国大会編            | 2009年11月28日 | MJBD-70866 |      |
| ミュージカル『テニスの王子様』 Supporter's DVD VOLUME12 四天宝寺A編                    | 2010年2月27日  | MJBD-70914 |      |
| ミュージカル『テニスの王子様』 Supporter's DVD VOLUME13 四天宝寺B編                    | 2010年2月27日  | MJBD-70915 |      |
| ミュージカル『テニスの王子様』 Supporter's DVD VOLUME14 第五代青春学園編               | 2010年7月31日  | MJBD-70961 |      |
| ミュージカル『テニスの王子様』 Supporter's DVD VOLUME15 立海大附属 全国大会編          | 2010年9月30日  | MJBD-70963 |      |

### Special DVD
| タイトル                                                             | 発売日        | 規格品番   |
| -------------------------------------------------------------------- | ------------- | ---------- |
| ミュージカル『テニスの王子様』 ENCORE！～Ｆ・Ｇ・Ｋ・Ｓ／On My Way～ | 2010年4月28日 | MJBD-70923 |

### TENI-MYU COLLECTION DVD
| タイトル                                                                      | 発売日         | 規格品番   | 備考 |
| ----------------------------------------------------------------------------- | -------------- | ---------- | ---- |
| ミュージカル『テニスの王子様』 Absolute King 立海 feat. 六角 ～First Service  | 2009年07月24日 | MJBD-60001 | 廃盤 |
| ミュージカル『テニスの王子様』 Absolute King 立海 feat. 六角 ～Second Service | 2009年07月24日 | MJBD-60002 | 廃盤 |

### レンタルDVD
| タイトル                                                                       | 発売日         | 規格品番  | 備考 |
| ------------------------------------------------------------------------------ | -------------- | --------- | ---- |
| ミュージカル『テニスの王子様』 The Imperial Match 氷帝学園 in winter 2005-2006 | 2009年12月23日 | TCED-0723 |      |
| ミュージカル『テニスの王子様』 Advancement Match 六角 feat. 氷帝学園           | 2009年12月23日 | TCED-0724 |      |
| ミュージカル『テニスの王子様』 Absolute King 立海 feat. 六角 ～ First Service  | 2009年12月23日 | TCED-0725 |      |
| ミュージカル『テニスの王子様』 Absolute King 立海 feat. 六角 ～ Second Service | 2009年12月23日 | TCED-0726 |      |
| ミュージカル『テニスの王子様』 The Progressive Match 比嘉 feat. 立海           | 2009年12月23日 | TCED-0727 | 廃盤 |

### 公演CD
| タイトル                                                                                       | 発売日         | 規格品番   | 備考 |
| ---------------------------------------------------------------------------------------------- | -------------- | ---------- | ---- |
| ミュージカル『テニスの王子様』                                                                 | 2003年7月24日  | NECA-30086 |      |
| ミュージカル『テニスの王子様』 Remarkable 1st Match 不動峰                                     | 2004年4月21日  | NECA-30108 |      |
| ミュージカル『テニスの王子様』 More than Limit 聖ルドルフ学院                                  | 2004年11月20日 | NECA-30122 |      |
| ミュージカル『テニスの王子様』 in winter 2004-2005 side 不動峰～special match～                | 2005年3月21日  | NECA-30129 |      |
| ミュージカル『テニスの王子様』 in winter 2004-2005 side 山吹 feat. 聖ルドルフ学院              | 2005年4月21日  | NECA-30130 |      |
| ミュージカル『テニスの王子様』 The Imperial Match 氷帝学園                                     | 2005年11月20日 | NECA-30148 |      |
| ミュージカル『テニスの王子様』 Advancement Match 六角 feat. 氷帝学園                           | 2006年11月15日 | NECA-30175 |      |
| ミュージカル『テニスの王子様』 Absolute King 立海 feat. 六角 ～ First Service                  | 2007年3月28日  | NECA-30182 |      |
| ミュージカル『テニスの王子様』 Absolute King 立海 feat. 六角 ～ Second Service                 | 2007年11月14日 | NECA-30207 |      |
| ミュージカル『テニスの王子様』 The Progressive Match 比嘉 feat. 立海                           | 2008年4月23日  | NECA-30224 | 廃盤 |
| ミュージカル『テニスの王子様』 The Imperial Presence 氷帝 feat. 比嘉 Ver.青学4代目 VS 氷帝A    | 2008年11月5日  | NECA-30236 | 廃盤 |
| ミュージカル『テニスの王子様』 The Imperial Presence 氷帝 feat. 比嘉 Ver.青学5代目VS氷帝B      | 2008年12月3日  | NECA-30237 | 廃盤 |
| ミュージカル『テニスの王子様』 The Imperial Presence 氷帝 feat. 比嘉 Ver.東京凱旋公演          | 2009年1月7日   | NECA-30238 | 廃盤 |
| ミュージカル『テニスの王子様』 The Treasure Match 四天宝寺 feat. 氷帝 Ver.青学4代目VS四天宝寺A | 2009年3月25日  | NECA-30244 |      |
| ミュージカル『テニスの王子様』 The Treasure Match 四天宝寺 feat. 氷帝 Ver.青学5代目VS四天宝寺B | 2009年6月24日  | NECA-30247 |      |
| ミュージカル『テニスの王子様』 The Final Match 立海 First feat. 四天宝寺                       | 2009年12月17日 | NECA-30255 |      |
| ミュージカル『テニスの王子様』 The Final Match 立海 Second feat. The Rivals                    | 2010年5月12日  | NECA-30261 |      |

### コンサートCD
| タイトル                                                | 発売日        | 規格品番      | 備考 |
| ------------------------------------------------------- | ------------- | ------------- | ---- |
| ミュージカル『テニスの王子様』コンサート Dream Live 1st | 2004年9月1日  | NECA-30114    |      |
| ミュージカル『テニスの王子様』コンサート Dream Live 2nd | 2005年8月10日 | NECA-30140-1  |      |
| ミュージカル『テニスの王子様』コンサート Dream Live 3rd | 2006年6月15日 | NECA-30165    |      |
| ミュージカル『テニスの王子様』コンサート Dream Live 4th | 2007年6月27日 | NECA-30192～3 |      |
| ミュージカル『テニスの王子様』コンサート Dream Live 5th | 2008年7月16日 | NECA-30230～1 | 廃盤 |
| ミュージカル『テニスの王子様』コンサート Dream Live 6th | 2009年7月8日  | NECA-30248～9 |      |
| ミュージカル『テニスの王子様』コンサート Dream Live 7th | 2010年8月25日 | NECA-30263～4 |      |

### シングルCD
| タイトル                                           | 発売日        | 規格品番   | 備考 |
| -------------------------------------------------- | ------------- | ---------- | ---- |
| On My Way                                          | 2006年3月22日 | NECA-10038 |      |
| Finalist                                           | 2007年3月28日 | NECA-10063 |      |
| F･G･K･S                                            | 2008年4月23日 | NECA-10099 | 廃盤 |
| リフレッシュ 新たな自分へ ～氷点下の情熱 ～THE TOP | 2009年4月30日 | NECA-13019 |      |

### コンプリートCD-BOX
| タイトル                                                         | 発売日         | 規格品番       | 備考 |
| ---------------------------------------------------------------- | -------------- | -------------- | ---- |
| ミュージカル『テニスの王子様』 コンプリートCD-BOX                | 2006年7月26日  | NECA-70023～7  |      |
| ミュージカル『テニスの王子様』 コンプリートCD-BOX2               | 2009年11月26日 | NECA-70059～62 |      |
| ミュージカル『テニスの王子様』 コンプリートCD-BOX3 Ver.4代目青学 | 2010年5月20日  | NECA-70069～72 | 廃盤 |
| ミュージカル『テニスの王子様』 コンプリートCD-BOX3 Ver.5代目青学 | 2010年5月20日  | NECA-70073～76 | 廃盤 |

### ベストアクターズシリーズCD
| タイトル                                                                                                   | 発売日         | 規格品番       |
| --- | -------------- | -------------- |
| ミュージカル『テニスの王子様』 ベストアクターズシリーズ001 城田 優 as 手塚国光                             | 2005年12月19日 | NECA-23001     |
| ミュージカル『テニスの王子様』 ベストアクターズシリーズ002 加藤和樹 as 跡部景吾                            | 2005年12月19日 | NECA-23002     |
| ミュージカル『テニスの王子様』 ベストアクターズシリーズ003 相葉弘樹 as 不二周助                            | 2006年07月26日 | NECA-23003     |
| ミュージカル『テニスの王子様』 ベストアクターズシリーズ004 斎藤工 as 忍足侑士 and 青柳塁斗 as 向日岳人     | 2006年07月26日 | NECA-23004     |
| ミュージカル『テニスの王子様』 ベストアクターズシリーズ005 桜田通 as 越前リョーマ                          | 2006年12月16日 | NECA-23005     |
| ミュージカル『テニスの王子様』 ベストアクターズシリーズ006 IRE as 天根ヒカル and 進藤学 as 黒羽春風        | 2006年12月16日 | NECA-23006     |
| ミュージカル『テニスの王子様』 ベストアクターズシリーズ007 滝口幸広 as 大石秀一郎 and 瀬戸康史 as 菊丸英二 | 2007年07月25日 | NECA-23007     |
| ミュージカル『テニスの王子様』 ベストアクターズシリーズ008 中河内雅貴 as 仁王雅治 and 馬場徹 as 柳生比呂士 | 2007年07月25日 | NECA-23008     |
| ミュージカル『テニスの王子様』 ベストアクターズシリーズ009 兼崎健太郎 as 真田弦一郎 and 八神蓮 as 幸村精市 | 2007年12月22日 | NECA-23009     |
| ミュージカル『テニスの王子様』 ベストアクターズシリーズ010 Extra 青学三代目レギュラー陣 メモリアルEDITION  | 2007年12月22日 | NECA-30211     |
| ミュージカル『テニスの王子様』 ベストアクターズシリーズ011 渡辺大輔 as 手塚国光                            | 2008年07月30日 | NECA-23011     |
| ミュージカル『テニスの王子様』 ベストアクターズシリーズ012 Luke.C as 木手永四郎                            | 2008年07月30日 | NECA-23012     |
| ミュージカル『テニスの王子様』 ベストアクターズシリーズ Complete BOX （完全受注生産限定）                  | 2009年3月25日  | NECA-70048～56 |